# تيجكيل
تيجكيل (بالفارسية: تیجکیل) هي قرية أفغانية في مقاطعة خواهان التابعة لولاية بدخشان الواقعة في شمال شرق أفغانستان.